# Heligmonevra congeda
Heligmonevra congeda är en tvåvingeart som först beskrevs av Walker 1851.  Heligmonevra congeda ingår i släktet Heligmonevra och familjen rovflugor. Inga underarter finns listade i Catalogue of Life.